# 周育仁
周育仁（1957年5月30日—），臺灣憲政學者、政治人物，畢業於興大公行系、政大東亞所碩士、美國俄亥俄州立大學博士，現任中研院政研所委員、國立臺北大學名譽教授，曾任國立臺北大學公共事務學院院長、國大代表、國民黨第十七大黨代表、行政院公投審議會委員、考試院典試委員、國民黨考紀會委員、國立臺北大學公共行政暨政策系友會常務理事、中華民國俄亥俄州立大學校友會理事、中政會理事長、英荃基金會執行長、國立臺北大學公共行政暨政策系主任、臺灣民主基金會《臺灣民主季刊》主編、國民黨《中央日報》主筆、國民黨黨務發展委員、國民黨第十五大黨代表、國立中興大學選研中心主任、國民黨國會功能改革委員、青發會副執行長、國發基金會執行長、公行學會理事、國民黨修憲諮詢委員、國民大會憲改顧問、聯合報基金會主秘及亞世社秘書組長等職。目前仍活躍於黨政與學術圈之間，經常受邀至立法院出席協助黨團政策諮詢，屬在泛藍陣營輩分頗高的一位資深學者。

## 學歷
- 國立中興大學法商學院（今國立臺北大學）公共行政系（1979年）
  - 與顧慕晴教授為同班同學，並共同於2022年8月一起申請退休。
- 國立政治大學東亞研究所碩士（1984年）
  - 碩士論文：《中共體制改革之探討－國務院機構改革個案研究》。
- 美國俄亥俄州立大學政治系博士（1990年）
  - 主修：比較政治。
  - 副修：國際政治經濟學。

## 經歷
- 社團法人亞洲與世界社助理研究員
（1983年－1986年）
- 社團法人亞洲與世界社秘書組組長
（1984年－1986年）
- 國立中興大學公共行政系副教授
（1990年－1994年）
- 財團法人聯合報系文化基金會主任秘書
（1993年－1996年）
- 國立中興大學公共行政系教授
（1994年－2000年1月31日）
- 社團法人中華青年交流協會常務監事
（1996年－至今）
- 財團法人國家發展文教基金會執行長
（1996年－1997年）
- 國民大會憲政改革研究小組顧問
（1996年－1997年）
- 中國國民黨修憲諮詢顧問小組委員
（1996年－1997年）
- 社團法人中華民國公共行政學會理事
（1997年－至今）
- 國立中興大學法商學院選舉研究中心主任
（1997年8月1日－2000年1月31日）
- 中國國民黨第十五屆全國代表大會代表
（1997年8月25日－2000年6月18日）
- 社團法人中國政治學會理事
（1997年－1999年）
- 中國國民黨黨務發展研究委員會委員
（1997年－2000年）
- 財團法人青年發展基金會副執行長
（1997年－2005年）
- 中國國民黨國會功能改革研究小組委員
（1999年）
- 國立中興大學法商學院政治系籌備處主任
（1999年－2000年）
- 國立臺北大學公共事務學院民意與選舉研究中心主任
（2000年2月1日－2001年7月31日）
- 國立臺北大學公共行政暨政策系教授
（2000年2月1日－至今）
- 財團法人國家政策研究基金會憲政法制組政策委員
（2001年－至今）
- 《中央日報》「觀念世界」專欄主筆
（2001年－2002年）
- 中國國民黨中央委員會考核紀律委員會委員
（2002年－至今）
- 國民大會代表
（2005年5月14日－2005年6月7日）
- 國立臺北大學公共行政暨政策系主任
（2005年8月1日－2008年7月31日）
- 財團法人英荃學術基金會執行長
（2005年8月1日－2008年7月31日）
- 中國國民黨第十七屆全國代表大會代表
（2005年8月19日－2008年11月22日）
- 財團法人國家政策研究基金會專欄作家
（2007年1月10日－2016年1月21日）
- 國立臺北大學公部門與公民社會人力資源發展學士學分學程主持人
（2007年－2008年）
- 社團法人中國政治學會理事長
（2008年－2009年）
- 國立臺北大學公共事務學院院長
（2009年2月1日－2012年1月31日）
- 社團法人世界自由民主聯盟中華民國總會秘書長
（2012年9月－2015年）
- 社團法人中華民國俄亥俄州立大學校友會理事
- 考試院典試委員
- 考試院命題委員
- 考試院閱卷委員
- 中央研究院政治學研究所學術諮詢委員

## 著作
- 1990年，《U.S.-Taiwan Trade Conflicts (1984-1989): The Political Economy of Accelerated Trade Liberalization in Taiwan》，俄亥俄州立大學出版。
- 1993年，《政治與經濟之關係：台灣經驗與其理論意涵》，五南圖書公司出版，ISBN 9789571107059。
- 1994年，《認識政治》，台灣書局出版，ISBN 9575671139。
- 1998年，《政治經濟學》，空中大學出版，ISBN 9789576613036。
- 2002年，《九七修憲與憲政發展》，國家政策研究基金會出版，ISBN 9789579352598。
- 2002年，《政治學新論》，翰蘆圖書總經銷出版，ISBN 9789574105380。
- 2003年，《憲政危機與憲政轉機》，國家政策研究基金會出版。
- 2011年，《台灣民主化的經驗與意涵》，五南圖書公司出版，ISBN 9789571164793。

| 官衔          | 官衔                                                                  | 官衔          |
| ------------- | --------------------------------------------------------------------- | ------------- |
| 國立臺北大學  |                                                                       |               |
| 前任： 李承嘉 | 公共事務學院院長 第四任 2009年2月1日－2012年8月31日                   | 繼任： 蘇建榮 |
| 前任： 陳金貴 | 公共行政暨政策學系主任 第三任 2005年8月1日－2008年7月31日             | 繼任： 張四明 |
| 前任： 柯三吉 | 公共事務學院民意與選舉研究中心主任 第一任 2000年2月1日－2001年7月31日 | 繼任： 丘昌泰 |
| 國民大會      |                                                                       |               |
| 前任： 無     | 「任務型」國民大會代表 2005年5月14日－2005年6月7日                    | 繼任： 已廢止 |